# プトレマイオス7世
プトレマイオス7世ネオス・フィロパトル（Ptolemy VII Neos Philopator、ギリシア語：Πτολεμαῖος Νέος Φιλοπάτωρ）は、プトレマイオス朝のファラオである。彼の治世については議論が続いており、統治期間は全くなく、死後に王位が与えられただけの可能性もある。

## 概要
素性についてははっきりしないが、ある復元物によると、彼はプトレマイオス6世とクレオパトラ2世の間の息子であり、紀元前145年の短い期間に父とともに統治を行い、その直後に叔父のプトレマイオス8世に殺害されたと伝えられている。別の資料では、プトレマイオス7世はプトレマイオス8世とクレオパトラ2世の間の息子のプトレマイオス・メンフィティスと同一人物であるとされ、母が夫を退位させ、息子に王位を継がせようとしたことから、紀元前132年か131年頃に殺害されたとされている。また、多数の無名の共同摂政がおり、その全てがプトレマイオス朝の伝統に則ってプトレマイオスの名を名乗ったという指摘もある。しかし伝承では、プトレマイオスの順番は保たれていたとされる。
文献によっては、通常プトレマイオス8世と呼ばれている人物がプトレマイオス7世と呼ばれ、プトレマイオス・メンフィテスがプトレマイオス8世とされることもある。この場合は、以降全ての番号が1つずつ繰り下がり、カエサリオンはプトレマイオス14世となるが、ニックネームはもちろん変わらない。